# Micromacromia flava
Micromacromia flava – gatunek ważki z rodziny ważkowatych (Libellulidae).